# Rainer Gopp
Rainer Gopp (* 1. August 1971 in Vaduz) ist ein liechtensteinischer Politiker (FBP). Vom 23. Juni 2021 bis voraussichtlich dem 29. November 2023 ist Gopp Parteipräsident der Fortschrittliche Bürgerpartei.

## Leben

### Kindheit, Jugend und Ausbildung
Gopp wurde 1971 in Vaduz als Sohn von Helmut und Theresia Gopp geboren und hat zwei Geschwister. Von 1983 bis 1987 besuchte Gopp die Realschule in Eschen. Er absolvierte eine kaufmännische Lehre und bildete sich danach in den Bereichen Projekt-, Sport- und Nonprofit-Management weiter. Von 2003 bis 2006 studierte er Wirtschaft an der Hochschule Liechtenstein. Er besuchte zudem einen Kurs namens «Weiterbildung für Politik» an der Universität St. Gallen.

### Tätigkeiten in der Wirtschaft
Von 2005 bis 2010 war er Geschäftsführer der Sindus AG in Vaduz, von 2011 bis 2016 Geschäftsführer der Unternehmerzentrum AG in Eschen. Seit 2007 ist er Partner und Geschäftsführer der Sano AG in Eschen.

### Politisches Engagement
Im Februar 2009 wurde Gopp für die Fortschrittliche Bürgerpartei in den Landtag des Fürstentums Liechtenstein gewählt. Dort war er als Abgeordneter von März 2009 bis Dezember 2009 Mitglied der Geschäftsprüfungskommission sowie von März 2009 bis März 2013 Mitglied der liechtensteinischen Delegation in der Parlamentarier-Kommission Bodensee. Im Zuge der Landtagswahl am 3. Februar 2013 wurde er stellvertretender Abgeordneter. Gopp war nun Stellvertreter in der liechtensteinischen Delegation bei der Parlamentarischen Versammlung des Europarates. Nachdem Gerold Büchel sein Mandat als Abgeordneter im Dezember 2015 niedergelegt hatte, rückte Gopp für ihn nach und ist damit seit Januar 2016 erneut Abgeordneter. Gleichzeitig löste er Büchel als Delegationsleiter ab. Den vakanten Posten als stellvertretenden Abgeordneten übernahm sein Parteikollege Hubert Lampert. Sein Landtagsmandat hatte Gopp bis 2017 inne.

#### Tätigkeit in der FBP
Im Juni-Parteitag 2021 wurde Gopp als neuer Parteipräsident der FBP gewählt. Dies wurde in der Presse als «Neustart» für seine Partei tituliert.
Im August 2023 kündigte Gopp seinen Rücktritt als FBP-Parteipräsident an. Er sah sich nicht mehr als Teil der Lösung, die FBP auf die Erfolgsspur zurückzuführen.

### Privates
Am 8. August 2008 ging Gopp die Ehe mit Susanna Ivanic (* 21. September 1975) ein. Seine Familie stammt aus Ruggell, er ist jedoch seit 2017 wohnhaft in Vaduz.